# Teofil Ciesielski

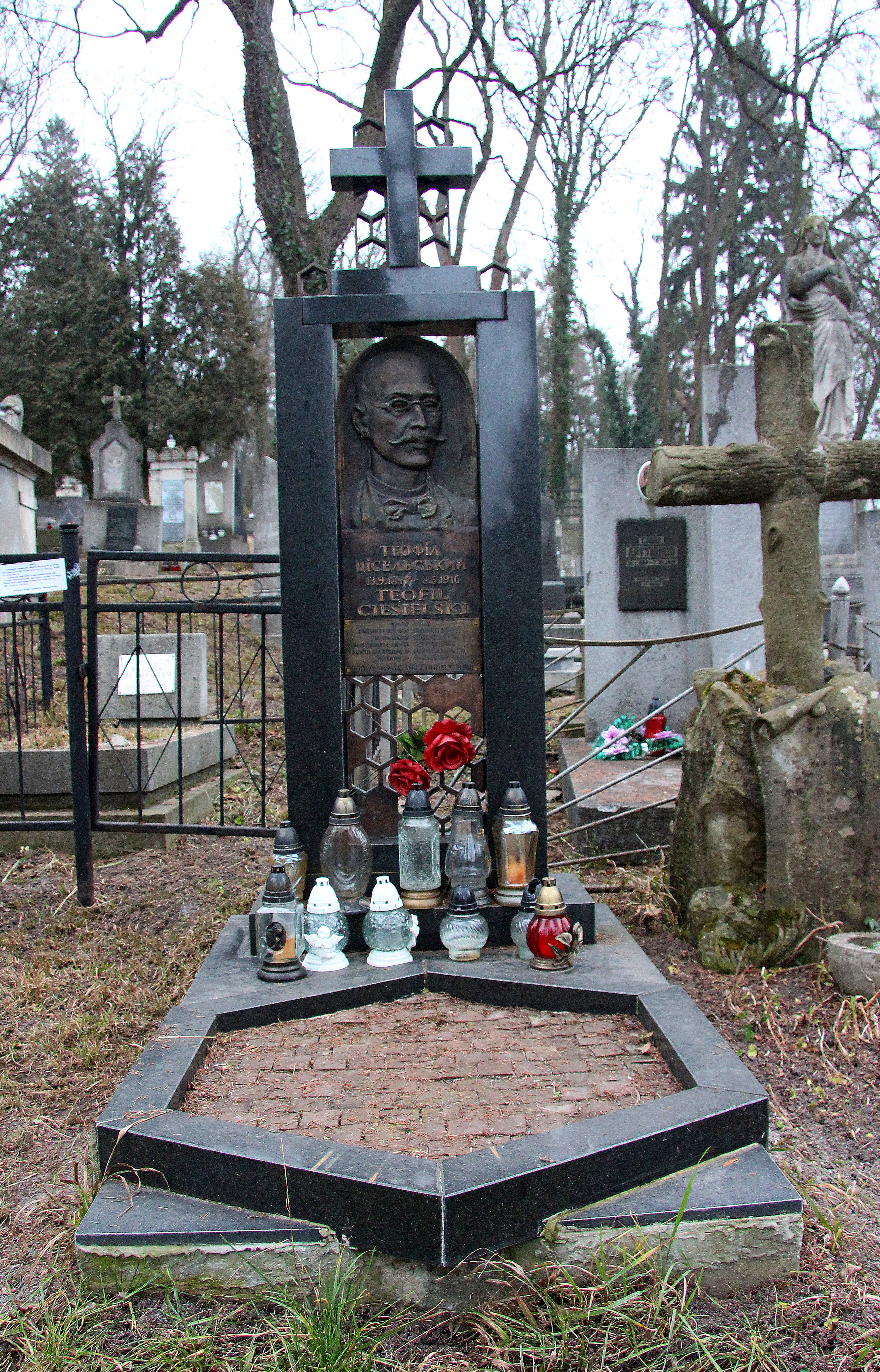
Grób Teofila Ciesielskiego

Teofil Ludwik Józef Ciesielski (ur. 13 listopada 1847 w Grabowie nad Prosną, zm. 8 maja 1916 we Lwowie) – polski botanik, pszczelarz, wydawca i redaktor „Bartnika Postępowego”, encyklopedysta.

## Życiorys
Syn Józefa Ciesielskiego i Anny z domu Strybel. Uczeń Królewskiego Katolickiego Gimnazjum w Ostrowie Wielkopolskim i absolwent gimnazjum w Śremie. Brał udział w powstaniu styczniowym 1863 walcząc w oddziale Kazimierza Unruga. Tuż po przekroczeniu granicy, został zaatakowany przez kozaków na wedecie i zraniony, po czym powrócił w rodzinne strony. Następnie odbył studia na uniwersytetach w Berlinie i Wrocławiu, gdzie w 1871 uzyskał stopień doktora filozofii na podstawie rozprawy pt. Untersuchungen iiber die Abwiirtskriimmung der Wurzel. Po studiach pracował jako asystent w katedrze fizyki a następnie kustosz Muzeum Botanicznego przy Uniwersytecie Wrocławskim. Od 1872 profesor nadzwyczajny botaniki Uniwersytetu Lwowskiego. Objął także po Adolfie Weisie dyrekcję ogrodu botanicznego we Lwowie i funkcję tę sprawował do śmierci. Placówka ta wyposażona była ówcześnie w cztery szklarnie (w tym jedną wysoką) oraz w laboratorium i bibliotekę podręczną. Założył w nim pole doświadczalne dla różnych nawozów, tak naturalnych, jak i sztucznych, na których uprawiano przez szereg lat różne rośliny ogrodowe i polne. Dzięki niemu założono basen o 3 kręgach dla roślin łąkowych, błotnych i wodnych oraz wzmocniono konstrukcję szklarni. Ciesielski założył także na terenie ogrodu specjalny sektor dla przeszło 1000 roślin rosnących w okolicy Lwowa.
Rozpoczął pracę naukową od badań nad geotropizmem korzeni roślin. Przyczyny tego zjawiska wyjaśnił w rozprawie doktorskiej pt. „Badania nad zakrzywianiem się korzenia ku dołowi”. Na jego doświadczeniach nad odcinaniem korzeni roślin oparł się Karol Darwin. Pracując na uniwersytecie lwowskim w swej działalności naukowej i praktycznej zasadniczą uwagę poświęcił ogrodnictwu i pszczelnictwu. Skonstruował doskonały na owe czasy ul (tzw. ul słowiański, ul Ciesielskiego) oraz wyjaśnił wiele zagadnień z biologii pszczół. Na podstawie żmudnych badań stwierdził, że pszczoły umieją utrzymywać w ulu temperaturę niezależną od otoczenia. Określił rodzaj i masę spożywanego przez czerw pokarmu oraz pierwszy na świecie stwierdził, że zgnilec jest wywoływany przez bakterie. Zbadał przeobrażenie poszczególnych osobników rodziny pszczelej. Wyniki swych badań opublikował w dwutomowej książce Bartnictwo czyli hodowla pszczół dla zysku oparta na nauce i wielostronnym doświadczeniu. Wydał też inne książki poświęcone tematyce pszczelarskiej (zob. niżej).
Założyciel (w 1875), wydawca oraz przez 40 lat redaktor „Bartnika Postępowego”. Na jego łamach publikował liczne artykuły poświęcone chorobom pszczół (zob. niżej). Z jego inicjatywy w 1875 powstało we Lwowie Towarzystwo Ogrodniczo-Pszczelniczego, w którym pełnił najpierw funkcję wiceprezesa, a następnie przez szesnaście lat prezesa. Celem rozpowszechnienia znajomości ogrodnictwa i pszczelnictwa wśród ludu wydawał „Kalendarz pszczelniczo-ogrodniczy”.
Był również encyklopedystą oraz edytorem Encyklopedii zbiór wiadomości z wszystkich gałęzi wiedzy – polskiej encyklopedii wydanej w latach 1898–1907 przez Macierz Polska, Opisał w niej zagadnienia z zakresu pszczelnictwa . Na łamach „Bartnika Postępowego” opublikował liczne artykuły, m.in. o powstawaniu, rozwoju i leczeniu gnilca (1875), o najnowszych doświadczeniach nad gnilcem u pszczół (1878) lub o zasadach dobrej zimowli pszczół (1896).
Był wieloletnim radnym miasta Lwowa i członkiem C. K. Rady Szkolnej Krajowej. Członek i działacz Galicyjskiego Towarzystwa Gospodarskiego, członek jego Komitetu (18 czerwca 1875 – 12 czerwca 1880). Był jednym z inicjatorów i założycieli Polskiego Towarzystwa Przyrodników im. Kopernika. Był także członkiem Zarządu Towarzystwa Pedagogicznego we Lwowie. Wydawca ilustrowanego „Ogniska Domowego” (1886–1888) a także przez pewien czas współredagował „Miesięcznik Galicyjskiego Towarzystwa Ochrony Zwierząt”.
W 1881 ożenił się w Ostrowie Wielkopolskim z Kazimierą z Zawrowskich. Mieli syna, znanego chemika i nauczyciela lwowskiego Kazimierza (1882–1935). Został pochowany na Cmentarzu Łyczakowskim we Lwowie.

## Niektóre prace
- Ober die Einwirkung der Schwerkratt im positiven und negativen Sinne aut Ptlanzente ile w: „Botanische Zeitung” 1875, T. 33, s. 71–73,
- Miodostytnictwo, Sztuka przerabiania miodu i owoców na napoje, Lwów 1890
- Bartnictwo czyli hodowla pszczół dla zysku oparta na nauce i wielostronnym doświadczeniu, t. 1–2, Lwów 1888
- [wraz z Tadeuszem Czajkowskim] Wiadomości z zakresu nauk przyrodniczych dla dopełniających kursów rolniczych, Lwów 1898
- Zarys botaniki, Lwów 1899
- Gospodarstwo w pasiece Lwów 1899,
- Warzywnictwo, 1901 (przeróbka pracy Antoniego Hergeta)
- Od czego zależy tworzenie się osobników tak męskich jak żeńskich u roślin, zwierząt i ludzi, Lwów 1911